# Schwarzberggletscher
Schwarzberggletscher – lodowiec o długości 3 km (2005 r.) i powierzchni 6,09 km² (1973 r.). Jest położony w  Alpach Pennińskich w kantonie Valais w Szwajcarii.